# Mark Maggiori
Pour les articles homonymes, voir Maggiori.
Mark Maggiori, né le 16 juin 1977 à Fontainebleau, est un peintre, graphiste et réalisateur français de clips musicaux. Il est également le chanteur du groupe de nu metal français Pleymo.

## Biographie
Né à Fontainebleau en 1977, Mark Maggiori passe un baccalauréat ES. Il intègre ensuite une faculté d'histoire, avant de se réorienter vers l'école d'arts graphiques ESAG. Il termine le cursus en 4 ans (au lieu de 5) et termine deuxième de sa promotion (2000)[réf. nécessaire]. 
Par la suite, il se lance essentiellement dans la réalisation de clips musicaux (NTM, Kyo, Pleymo, Patricia Kaas, Louis Chedid, Charlie Winston, Fight AIDS, Superbus, Starliners), mais aussi de quelques publicités[réf. nécessaire]. 
En 2006, il sort son premier livre Helmet Boy (Lauréat du Prix littéraire des lycéens et apprentis de Bourgogne en 2008)[réf. nécessaire]
Le père de Mark, Robert Maggiori, est philosophe et journaliste à Libération. Mark a également un frère, Éric Maggiori, qui est journaliste à So Foot et ex-chanteur du groupe de hardcore Soixante[réf. nécessaire]. Mark est divorcé d'Aurélie Saada[réf. nécessaire], chanteuse du duo Brigitte, avec laquelle il a eu deux enfants, Shalom et Scarlett[réf. nécessaire]. Récemment[Quand ?], Mark est parti s'installer à Los Angeles[réf. nécessaire].

## Carrière dans la musique
Mark Maggiori a fait partie de deux groupes au cours de sa vie : Tangerine[réf. nécessaire], puis Pleymo. Tangerine, groupe de rock style Led Zeppelin, est formé de Benjamin Drossard au chant, Mark Maggiori à la guitare, Léon Maggiori à la basse et Frédéric Ceraudo à la batterie[réf. nécessaire]. Le groupe dure deux ans mais ne sort aucun album[réf. nécessaire].
Puis Mark (passé entre-temps au chant) et Fred créent Pleymo avec Benoît Julliard (basse), Frank Bailleul (DJ), Erik de Villoutreys (guitare) et, un peu plus tard, Davy Portela (guitare). Pleymo sort une première démo 4 titres en 1998: Keçkispasse. Leur premier véritable album sort en 1999 sous le même nom. Le groupe signe alors chez Epic Records, sous la houlette de Laurent Clery. Leur deuxième album, Episode 2 : Medecine Cake, est un franc succès en France et au Japon. Leur troisième album, Rock, sort en 2003 et marque une évolution mélodique dans le style du groupe. Le quatrième album du groupe, Alphabet Prison, sort le 9 octobre 2006. Il marque le retour aux sources métal du groupe et est enregistré avec le producteur américain Murdock.
Mark a réalisé tous les clips de Pleymo. Il a également réalisé les pochettes de tous les albums du groupe, ainsi que l'artwork, à l'exception de la pochette du premier album réalisée par Bertrand Gatignol.
Liste des clips de Pleymo
- 2002 : « New Wave » (Episode 2 : Medecine Cake)
- 2002 : « United Nowhere » (Episode 2 : Medecine Cake)
- 2003 : « Divine Excuse » (Rock)
- 2004 : « Modaddiction » (Rock)
- 2004 : « On ne changera rien » (Rock [réédition])
- 2005 : « Rock » (Rock)
- 2006 : « Adrenaline » (Alphabet Prison)
- 2007 : « L'instinct et l'Envie » (Alphabet Prison)

Autres clips musicaux
- 2008 : Like A Hobo de Charlie Winston
- 2009 : Apprends-Moi de Superbus
- 2010 : Laisse Aller de Vadel[2]
- 2010 : I Love Your Smile de Charlie Winston
- 2010 : Help Myself (Nous ne faisons que passer) de Gaetan Roussel
- 2010 : Mes défauts de Superbus (C'est également lui qui est le réalisateur des pochettes et artwork de leur best-of Happy BusDay: The Best of Superbus)
- 2010 : La Vengeance d'une Louve de Brigitte
- 2010 : Ma Benz de Brigitte (Cover de NTM)
- 2010 : Battez-vous de Brigitte
- 2011 : I love you, mais encore des Starliners
- 2011 : This is a love song de Lilly Wood & The Prick
- 2012 : Drama Queen de Vadel[2]
- 2012 : Des mots invincibles de Leslie
- 2013 : Paranoïak de Seth Gueko
- 2014 : Comment faire des Plastiscines

## Controverse
En 2005 Mark Maggiori signe avec France 2 et La Perrine un projet de série d’animation nommé Anatane : Les Enfants d’Okura, ouvertement inspiré de l’animation japonaise. 
Ses travaux graphiques pour cette œuvre ont fait l'objet d'un scandale dans le monde de l'animation, lorsqu'un site spécialisé, Catsuka, publie un dossier l'accusant de plagiat, notamment de décors des films de Studio Ghibli. C'est lorsque le scandale surgit que Catsuka dévoile entre autres que son film de fin d'études, certaines pochettes d'album ainsi que son court-métrage "Pop" réalisé pour Pascal Obispo étaient déjà une compilation de divers manga. 
À la suite de cette affaire de plagiat iconographique, le mot maggiorisme est parfois employé par les fans d'animé/manga comme synonyme de plagiat sur les forums Internet.